# Explosión de vapor

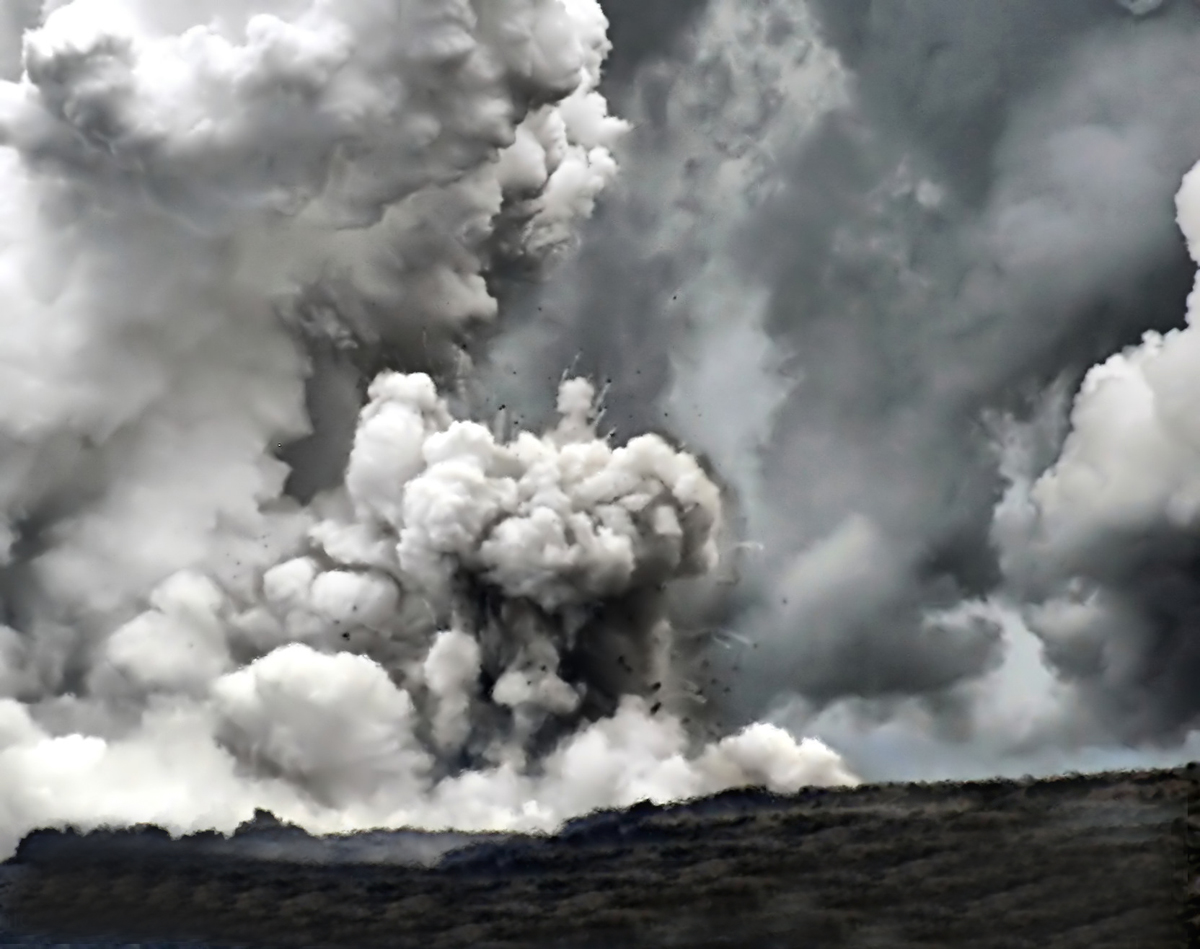
La explosión litoral en la entrada del océano Waikupanaha en la gran isla de Hawái fue causada por la lava que ingresó al océano

Una explosión de vapor es una explosión causada por la ebullición violenta o el vertido de agua en vapor, que ocurre cuando el agua se sobrecalienta, se calienta rápidamente por los finos desechos calientes producidos en su interior o se calienta por la interacción de metales fundidos (como en una interacción combustible-refrigerante, o FCI, de barras de combustible de un reactor nuclear fundido con agua en el  núcleo de un reactor nuclear después de una fusión del núcleo). Los recipientes a presión, como los reactores de agua a presión (nucleares), que funcionan por encima de la presión atmosférica también pueden proporcionar las condiciones para una explosión de vapor. El agua cambia de líquido a gas con velocidad extrema, aumentando dramáticamente su volumen. Una explosión de vapor rocía vapor y agua hirviendo y el medio caliente que lo calentó en todas las direcciones (si no está confinado, por ejemplo, por las paredes de un recipiente), creando un peligro de quemaduras.
Las explosiones de vapor no son normalmente explosiones químicas, aunque varias sustancias reaccionan químicamente con el vapor (por ejemplo, el circonio y el grafito sobrecalentado reaccionan con vapor y aire respectivamente para emitir hidrógeno, que arde violentamente en el aire) para que puedan seguir explosiones químicas e incendios. Algunas explosiones de vapor parecen ser tipos especiales de explosión de vapor en expansión de líquido hirviendo (BLEVE), y dependen de la liberación de sobrecalentamiento almacenado. Pero muchos eventos a gran escala, incluidos los accidentes de fundición, muestran evidencia de un frente de liberación de energía que se propaga a través del material (ver descripción de FCI a continuación), donde las fuerzas crean fragmentos y mezclan la fase caliente con la volátil fría; y la rápida transferencia de calor en el frente sostiene la propagación. 
Si se produce una explosión de vapor en un tanque de agua confinado debido al calentamiento rápido del agua, la onda de presión y el vapor que se expande rápidamente pueden causar un fuerte golpe de ariete. Este fue el mecanismo que, en Idaho, EE. UU., en 1961, hizo que la nave del reactor nuclear SL-1 saltara más de 9 pies (2,7 m)   en el aire cuando fue destruido por un accidente de criticidad. En el caso de SL-1, el combustible y los elementos combustibles se evaporaron por sobrecalentamiento instantáneo. 
Los eventos de este tipo general también son posibles si el combustible y los elementos combustibles de un reactor nuclear refrigerado por líquido se derriten gradualmente. Dichas explosiones se conocen como interacciones combustible-refrigerante (FCI). En estos eventos, el paso de la onda de presión a través del material predispersado crea fuerzas de flujo que fragmentan aún más la masa fundida, lo que resulta en una rápida transferencia de calor y, por lo tanto, mantiene la onda. Se cree que gran parte de la destrucción física en el desastre de Chernobyl, un reactor RBMK-1000 moderado con grafito y refrigerado por agua ligera, se debió a una explosión de vapor. 
En una fusión nuclear, el resultado más severo de una explosión de vapor es la falla temprana del edificio de contención. Dos posibilidades son la expulsión a alta presión de combustible fundido en la contención, lo que provoca un calentamiento rápido; o una explosión de vapor dentro del recipiente que causa la expulsión de un misil (como la parte superior de la cabeza) dentro y a través de la contención. Menos dramático pero aún significativo es que la masa fundida del combustible y el núcleo del reactor se derrite a través del piso del edificio del reactor y llega al agua subterránea; podría producirse una explosión de vapor, pero los desechos probablemente estarían contenidos y, de hecho, al dispersarse, probablemente se enfriarían más fácilmente. Ver WASH-1400 para más detalles. 
A menudo se encuentran explosiones de vapor donde la lava caliente se encuentra con el agua de mar. Tal ocurrencia también se llama explosión litoral. También se puede crear una peligrosa explosión de vapor cuando el agua líquida encuentra metal fundido caliente. A medida que el agua explota en vapor, salpica el metal líquido caliente que se quema junto con él, causando un riesgo extremo de quemaduras severas a cualquiera que se encuentre cerca y creando un peligro de incendio. 

## Usos prácticos

### Turbinas de vapor
Una explosión de vapor de agua crea un gran volumen de gas sin producir restos dañinos para el medio ambiente. La explosión controlada de agua se ha utilizado para generar vapor en las centrales eléctricas y en los tipos modernos de turbinas de vapor. Las máquinas de vapor más nuevas usan aceite calentado para forzar a las gotas de agua a explotar y crear alta presión en una cámara controlada. La presión se utiliza para hacer funcionar una turbina o un motor de combustión convertido. Las explosiones de petróleo y agua caliente se están volviendo particularmente populares en los generadores solares concentrados, porque el agua puede separarse del petróleo en un circuito cerrado sin ninguna energía externa. La explosión de agua se considera ecológica si el calor es generado por un recurso renovable. 

### Ebullición Flash en la cocina
Una técnica de cocción llamada ebullición instantánea utiliza una pequeña cantidad de agua para acelerar el proceso de ebullición. Por ejemplo, esta técnica se puede usar para derretir una rebanada de queso en una hamburguesa. La rebanada de queso se coloca encima de la carne sobre una superficie caliente, como una sartén, y se arroja una pequeña cantidad de agua fría sobre la superficie cerca de la empanada. Luego se usa un recipiente (como una olla o una tapa de sartén) para sellar rápidamente la reacción de vaporización instantánea, dispersando gran parte del agua al vapor sobre el queso y la empanada. Esto da como resultado una gran liberación de calor, transferida a través de agua vaporizada que se condensa de nuevo en un líquido (un principio también utilizado en la producción de refrigeradores y congeladores). 

### Otros usos
Los motores de combustión interna pueden usar la ebullición instantánea para aerosolizar el combustible.

## Otros fenómenos de ebullición rápida

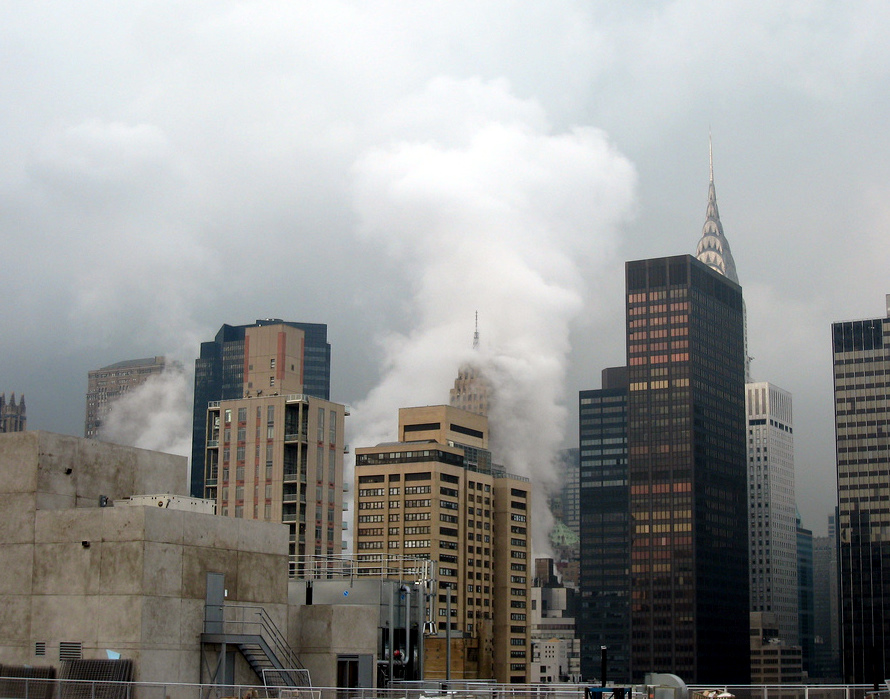
Un chorro de vapor que se eleva más alto que el edificio Chrysler durante la explosión de vapor de la ciudad de Nueva York de 2007

Las altas tasas de generación de vapor pueden ocurrir en otras circunstancias, como la falla del tambor de la caldera o en un frente de enfriamiento rápido (por ejemplo, cuando el agua vuelve a entrar en una caldera seca y caliente). Aunque son potencialmente dañinos, suelen ser menos energéticos que los eventos en los que la fase caliente ("combustible") está fundida y, por lo tanto, puede fragmentarse finamente dentro de la fase volátil ("refrigerante"). Algunos ejemplos siguen: 
Las explosiones de vapor son producidas naturalmente por ciertos volcanes, especialmente los estratovolcanes, y son una de las principales causas de muertes humanas en las erupciones volcánicas. 
Se temía que el desastre nuclear de Chernobyl en 1986 en la Unión Soviética causara una gran explosión de vapor (y resultase en lluvia radiactiva sobre toda Europa) al derretir el combustible nuclear similar a la lava a través del sótano del reactor hacia el contacto con el agua residual de extinción de incendios y el agua subterránea. La amenaza se evitó mediante un túnel frenético debajo del reactor para bombear agua y reforzar el suelo subyacente con hormigón. 
Cuando se rompe un recipiente presurizado, como el lado del agua de una caldera de vapor, siempre es seguido por algún grado de explosión de vapor. Una temperatura y presión de funcionamiento comunes para una caldera marina es de alrededor de 950 psi (6,600 kPa) y 850 °F (454 °C) a la salida del sobrecalentador. Una caldera de vapor tiene una interfaz de vapor y agua en el tambor de vapor, que es donde finalmente se evapora el agua debido a la entrada de calor, generalmente quemadores de aceite. Cuando un tubo de agua falla debido a cualquiera de una variedad de razones, hace que el agua en la caldera se expanda fuera de la abertura hacia el área del horno que está solo a unos pocos psi por encima de la presión atmosférica. Es probable que esto extinga todos los incendios y se expanda sobre la gran superficie de los lados de la caldera. Para disminuir la probabilidad de una explosión devastadora, las calderas han pasado de los diseños de "tubo de fuego", donde el calor se agrega al pasar gases calientes a través de los tubos en un cuerpo de agua, a las calderas de "tubo de agua" que tienen el agua adentro de los tubos y el área del horno está alrededor de los tubos. Las viejas calderas de "tubo de fuego" a menudo fallaban debido a la mala calidad de construcción o la falta de mantenimiento (como la corrosión de los tubos de fuego o la fatiga de la carcasa de la caldera debido a la constante expansión y contracción). Una falla en los tubos de fuego obliga a grandes volúmenes de vapor a alta presión y alta temperatura a bajar por los tubos de fuego en una fracción de segundo y a menudo apaga los quemadores de la parte delantera de la caldera, mientras que una falla en el recipiente a presión que rodea el agua conduciría a una evacuación total y completa del contenido de la caldera en una gran explosión de vapor. En una caldera marina, esto ciertamente destruiría la planta de propulsión del barco y posiblemente el extremo correspondiente del barco. 
En un entorno más doméstico, las explosiones de vapor pueden ser el resultado de tratar de extinguir la quema de petróleo con agua en un proceso llamado evaporación. Cuando el aceite en una sartén se está quemando, el impulso natural puede ser extinguirlo con agua; sin embargo, hacerlo hará que el aceite caliente sobrecaliente el agua. El vapor resultante se dispersará hacia arriba y hacia afuera rápida y violentamente en un aerosol que también contiene el aceite encendido. El método correcto para extinguir tales incendios es usar un paño húmedo o una tapa hermética en la sartén; ambos métodos privan al fuego de oxígeno, y la tela también lo enfría. Alternativamente, se puede usar un agente ignífugo diseñado para fines no volátiles o simplemente una manta ignífuga. 